# میاریناریوو
میاریناریوو (به لاتین: Miarinarivo) یک شهر در ماداگاسکار است که در Miarinarivo واقع شده‌است.